# دهستان بزی
دهستان بَزّی، یکی از دهستان‌های بخش مرکزی شهرستان نیمروز در استان سیستان و بلوچستان ایران است. مرکز این دهستان، روستای بزی علیا است.

## جمعیت
بر پایه سرشماری عمومی نفوس و مسکن در سال ۱۳۹۵، جمعیت دهستان بزی برابر با ۴٬۶۴۳ نفر بوده‌است.